# ألفريدو باي
ألفريدو باي (بالإيطالية: Alfredo Bai) هو نحات إيطالي، ولد في 27 نوفمبر 1913 في تورينو في إيطاليا، وتوفي في 1 يونيو 1980 في جيافينو في إيطاليا.